# Jürgen Kurths
Jürgen Kurths (Arendsee, 11 marzo 1953) è un fisico e matematico tedesco.
È un direttore del dipartimento di Metodi Transdisciplinari presso il Potsdam-Institut für Klimafolgenforschung (Institute for Climate Impact Research - Istituto di ricerca dell'impatto sul clima di Potsdam - PIK). Jürgen Kurths è inoltre professore di dinamica non lineare all'Istituto di Fisica della Università Humboldt di Berlino, e "6th century chair" per la Biologia dei Sistemi Complessi presso l'Istituto dei Sistemi Complessi e Biologia Matematica del King's College all'Università di Aberdeen, in Scozia. La sua attività scientifica si concentra maggiormente sull'applicazione di metodi della fisica non-lineare e dei sistemi complessi a problemi di ricerca nel contesto del Sistema Terra, in fisiologia, biologia dei sistemi e ingegneria.

## Biografia
Jürgen Kurths ha studiato Matematica all'Università di Rostock e ha conseguito il dottorato di ricerca nel 1993 presso l'Accademia delle Scienze della Repubblica Democratica Tedesca (RDT). Nel 1991 ha ottenuto l'abilitazione per la chiamata in ruolo come professore ordinario di fisica teorica presso l'Università di Rostock. Nel 1991 ha partecipato ad uno speciale programma della Società Max Planck ed è stato uno dei pochi ricercatori della RDT selezionato per divenire direttore di un gruppo di ricerca. Sotto la sua direzione, il gruppo di dinamica non-lineare, si è distinto a livello internazionale. Nel 1994 è diventato Professore Ordinario di fisica teorica e dinamica non lineare all'Università di Potsdam. È stato preside della Falcoltà di Scienze (1996-1999), ha fondato e direttore il Centro per la Dinamica dei Sistemi Complessi (1994-2008). Ha fondato e diretto il Leibniz-College di Potsdam . Nel 2008 gli è stato proposto di ricreare il DIPARTIMENTO di Metodi Transdisciplinari al PIK introducendo la dinamica dei sistemi complessi nello studio del "Sistema Terra". Nello stesso anno è diventato Professore di Dinamica Non-lineare all'Istituto di Fisica della Università Humboldt di Berlino e nel 2009 è divenuto "6th century chair" per la Biologia dei Sistemi Complessi presso l'Istituto dei Sistemi Complessi e Biologia Matematica del Kings College all'Università di Aberdeen (UK).

## Contributi alla Ricerca
Inizialmente si è occupato di analisi delle serie temporali e della sua applicazione nello studio dell'attività stellare. Negli anni '80 il suo interesse si è spostato ai sistemi complessi, non-lineari e alla teoria del caos. Jürgen Kurths è diventato celebre specialmente per i suoi influenti contributi sui fenomeni della sincronizzazione, ricorrenza e risonanza coerente, nel contesto delle misure di complessità e causalità e, infine, nella dinamica e stabilità dei network complessi. Questa sua attività scientifica lo ha condotto in seguito ad interessarsi, da un lato, ai fondamenti della teoria dei sistemi complessi e, dall'altro, ad applicazione dei metodi della dinamica dei sistemi complessi allo studio del Sistema Terra, del cervello umano, del sistema cardio-respiratorio a di altri sistemi caratterizzati da un elevato grado di complessità e non linearità. Jürgen Kurths ha costituito e mantiene un esteso network di collaborazioni scientifiche. Ha supervisionato più di 60 dottorandi provenienti da circa 20 nazioni e 30 di questi sono attualmente accademici di ruolo in diverse nazioni. Ha pubblicato più di 500 articoli scientifici e 8 libri. È editor per più di 10 riviste scientifiche tra cui:CHAOS, Philosoph. Trans. Royal Soc. A, PLoS ONE, Europ. J. Physics ST, J. Nonlinear Science and Nonlinear Processes in Geophysics and of the Springer Series Complexity.

## Attività scientifica internazionale
Kurths ha diretto un gran numero di progetti e attività scientifiche internazionali, tra cui la EGU Nonlinear Processes in Geosciences Division (2000-2005). I suoi sforzi per promuovere collaborazioni internazionali lo hanno portato ad organizzare diversi progetti finanziati dalla Unione Europea e dalla Deutsche Forschungsgemeinschaft (DFG) e a diventare il relatore dell'International Research Training Group on complex networks (DFG e Brasile) dal 2011.

## Premi e riconoscimenti
Jürgen Kurths è associato della Società di Fisica Americana American Physical Society (1999) e della Fraunhofer-Gesellschaft (Germania). Nel 2005, la CSIR (India) lo ha insignito del Premio per la Ricerca Alexander von Humboldt. Nel 2010 è diventato membro della Academia Europæa e nel 2012 della Accademia delle Scienze e delle Arti Macedone. La Università Lobachevsky di Nižnij Novgorod gli ha conferito il titolo di Dottor Honoris Causa nel 2008, e lo stesso titolo gli stato assegnato dall'Università Chernishevsky di Saratov. È Professore Onorario all'Università di Potsdam, e Guest Professor alla Università del Sud-Est a Nanchino. Nel 2013 ha ricevuto la Lewis Fry Richardson Medal della European Geosciences Union.

## Lavori fondamentali di Jürgen Kurths (selezione)
- J. Kurths, A. Voss, P. Saparin, Quantitative Analysis of Heart Rate Variability, CHAOS 5, 88-94 (1995)
- M.G. Rosenblum, A.S. Pikovsky and J. Kurths, Phase Synchronization of Chaotic Oscillators, Phys. Rev. Lett. 76, 1804-1807 (1996)
- A.S. Pikovsky and J. Kurths, Coherence Resonance in a Noise-Driven Excitable System, Phys. Rev. Lett. 78, 775-778 (1997)
- C. Schäfer, M.G. Rosenblum, J. Kurths and H. Abel, Heartbeat synchronized with ventilation, Nature, 392, 239-240 (1998)
- A. Pikovsky, M. Rosenblum and J. Kurths, Synchronization: A Universal Concept in Nonlinear Sciences (Cambridge University Press, 2001)
- S. Boccaletti, J. Kurths, G. Osipov, D. Valladares and C. Zhou, The Synchronization of Chaotic Systems, Phys. Rep. 366, 1-101 (2002)
- C.S. Zhou, A.E. Motter and J. Kurths, Universality in the Synchronization of Weighted Random Networks, Phys. Rev. Lett. 96, 034101 (2006)
- N. Marwan, M. Romano, M. Thiel and J. Kurths, Recurrence Plots for the Analysis of Complex Systems, Phys. Rep. 438, 240-329 (2007)
- P. van Leeuwen, D. Geue, M. Thiel, D. Cysarz, S. lange, M. Romano, N. Wessel, J. Kurths and D. Grönemeier, Influence of paced maternal breathing on fetal-maternal heart rate coordination, Proc. Nat. Acad. Sc. U.S.A. 106, 13661-13666 (2009) (incl. a commentary about)
- J. Donges, N. Marwan, Y. Zou and J. Kurths, The backbone of the climate network, Europhys. Lett. 87, 48007 (2009).
- Ye Wu, Changsong Zhou, Jinghua Xiao, Jürgen Kurths, and Hans Joachim Schellnhuber. , PNAS 2010 107 (44) 18803-18808 (2010)
- Menck, P.J., Heitzig, J., Marwan, N., Kurths, J.: How basin stability complements the linear-stability paradigm, Nature Physics 9, 89-92 (2013).